# Hoholów
Hoholów (ukr. Гоголів) – wieś na Ukrainie, w obwodzie lwowskim, w rejonie szeptyckim. Wieś liczy około 490 mieszkańców.
W II Rzeczypospolitej do 1934 samodzielna gmina jednostkowa. Następnie wieś należała do zbiorowej wiejskiej gminy Korczyn w powiecie sokalskim w woj. lwowskim. Po II wojnie światowej znalazła się w Związku Radzieckim.
Do 2020 w rejonie radziechowskim.